# Tiroteo de la calle de Isly de Argel de 1962

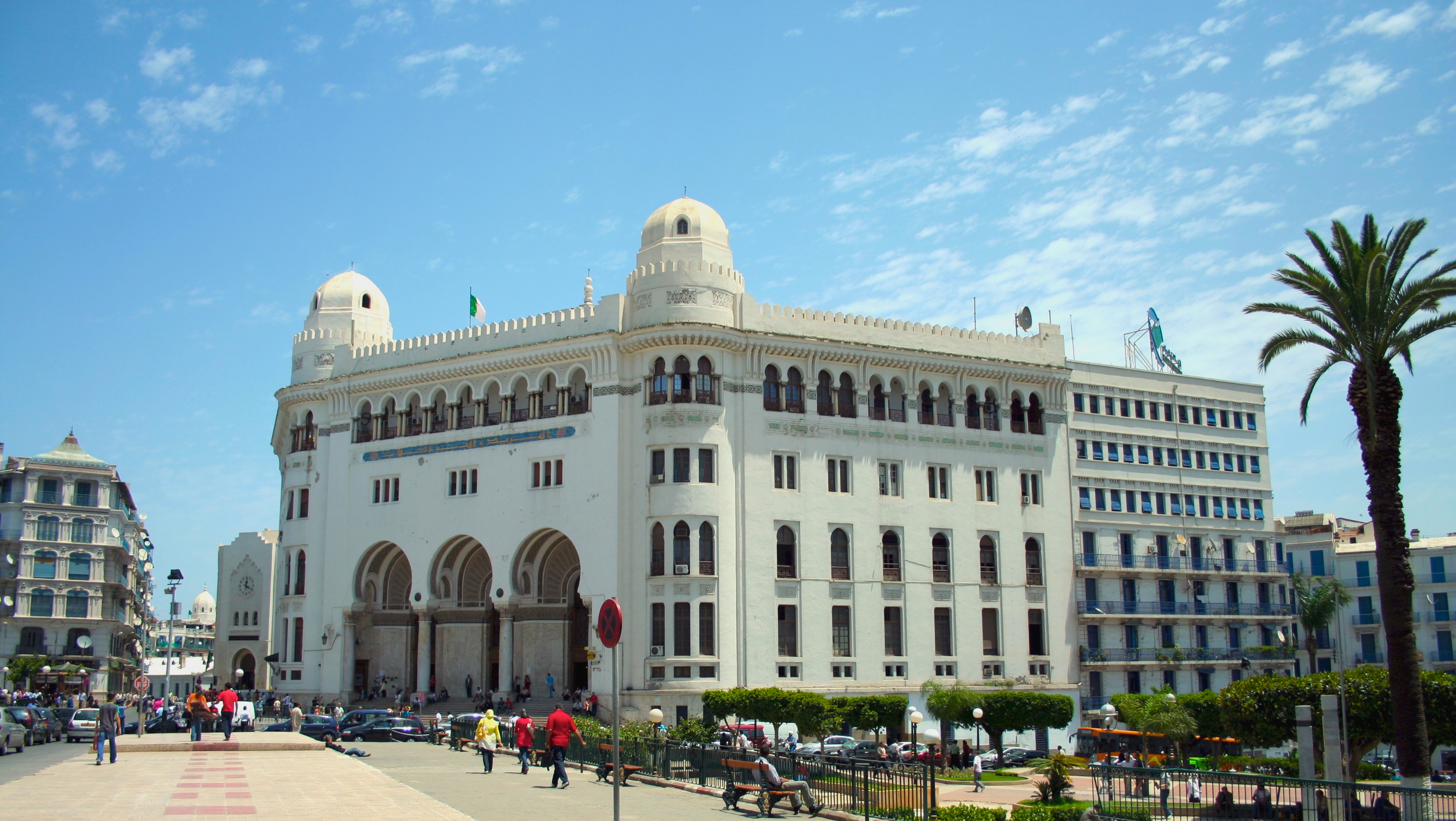
El edificio frente al que se realizó el tiroteo, en 2008.

El tiroteo de la rue d'Isly (en idioma francés, fusillade de la rue d'Isly) fue un episodio de la guerra de Argelia que tuvo lugar el 26 de marzo de 1962, frente a la sede central de correos de la capital Argel.
Una manifestación de ciudadanos partidarios de la Argelia francesa que protestaban, al llamamiento de la OAS del general Salan, por las operaciones que las fuerzas del orden llevaban a cabo en el barrio de Bab El-Oued, fue dispersada a tiros por el ejército francés, causando oficialmente 46 muertos y 150 heridos entre los manifestantes, si bien otras fuentes elevan la cifra ya que ninguna comisión de investigación fue creada.
El episodio marcó el inicio del éxodo masivo de ciudadanos hacia la Francia metropolitana y el final de la influencia de la OAS en el curso del conflicto.

## Historia
Tras la firma de los acuerdos de Évian el 18 de marzo de 1962, Salan y la OAS decidieron su boicot llamando a la rebelión armada de la población contraria a la independencia de Argelia, en coordinación con algunas unidades militares y de los Harkis. El 22 de marzo, en el barrio de Bab El-Oued, comandos de la OAS asesinaron a 6 jóvenes reclutas que se habían negado a entregar sus armas a los rebeldes, ocupando al día siguiente todo el sector que se encontraba aislado del resto de la capital por las fuerzas del orden y el ejército, que llegaron a hacer uso inclusive de la aviación. Con el fin de romper el bloqueo, la OAS convocó una huelga general y realizó un llamamiento a una manifestación en dirección de Bab El-Oued que debía atravesar la calle de Isly, bloqueada por las fuerzas de orden.
El servicio de seguridad en ese punto se encontraba cubierto por una unidad del 4º regimiento de tiradores del ejército francés y de acuerdo al gobierno de París, tenían órdenes de no ceder frente a los manifestantes. Los 45 soldados, bajo las órdenes del coronel Goubard, no disponían de formación para este tipo de misiones a lo que se añadió la orden emitida por el mando de la X región militar, en traducción de las instrucciones gubernamentales, de apertura de fuego en caso de insistencia de los manifestantes.
El relato de los hechos que siguieron es todavía confuso y objeto de controversia; según ciertos investigadores, diversos francotiradores, miembros del OAS, o bien gendarmes, reconocibles por sus característicos kepís, que se encontraban en numerosas terrazas del sector, habrían comenzado a disparar desde los edificios vecinos provocando la reacción de los soldados que abrieron fuego sobre los civiles desde posiciones próximas durante más de 15 minutos. Sin embargo, otros autores sostienen la responsabilidad exclusiva de los soldados.
El resultado del tiroteo causó, según las cifras oficiales, 46 muertos y 150 heridos si bien el balance definitivo, que hubiera tenido cuenta de los fallecimientos como resultados de las heridas, nunca fue confirmado ya que ninguna comisión se ocupó de investigar el episodio. Mucho más tarde, en el año 2003, el periodista Jean-Pax Méfret 
concluyó que la cifra debía elevarse a 80 muertos y 200 heridos. Por su parte, la
Association des victimes du 26 Mars publicó una lista de 62 fallecidos.

## Consecuencias
Tras difundirse la noticia, la opinión profrancesa, mayoritariamente de origen europeo, acusó al FLN de la responsabilidad de la matanza y poco después, 10 musulmanes fueron asesinados en Belcourt como represalia.
Sin embargo, en el plano político, el fracaso por el control de Bab el Oued de la OAS marcaría la pérdida de confianza de la población y el comienzo del éxodo de los llamados pied-noirs hacia la Francia metropolitana, donde varias de sus asociaciones denunciaron la actitud de las autoridades que según ellos, habrían querido minimizar este episodio.